# Todderöd
Todderöd är en by i Askums socken i Sotenäs kommun i Bohuslän. Den ligger uppe på landet mot Kungshamn södra. I Todderöd har det legat en skola som blev nedlagd 1999. Denna skola är nu en bygdeförening. Eftersom Askum och Todderöd ligger intill varandra heter bygdeföreningen Askums bygdeförening.
Todderöds skola en militär hemlighet.[källa behövs]
En föga känd bakgrund till Todderöd skola är att den byggdes som en del i civilförsvaret under kalla kriget med ett förstärkt skyddsrum i källaren med dubbla pansardörrar och slussar och som ett steg i detta byggdes hela skolan med extra starka väggar och tjocka golv mellan våningarna, taket till källarvåningen där skyddsrummen är placerade är av extraordinära dimensioner.[källa behövs]
Det fanns en förberedd plan att vid krig spänna vajrar mellan taket på skolan och det höga berget bakom skolan och på dessa spänna över camouflagenät för att dels camouflera skolan och dels skapa ett från flygspaning skyddat område bakom skolan.[källa behövs]
Vinden i skolan byggdes även som militärt förråd och av denna orsak är vindsdörren en förstärkt ståldörr.[källa behövs]